# فرانس استیگلیچ
فرانس استیگلیچ (France Štiglic) (زاده ۱۲ نوامبر ۱۹۱۹ – درگذشته ۴ می ۱۹۹۳) فیلم‌نامه‌نویس و فیلم‌ساز اهل اسلوونی بود.
اتفاق مهم برای سینمای اسلوونی با حضور فیلمی از فرانس استیگلیچ به نام دایره نهم (۱۹۶۰) به عنوان نماینده سینمای یوگسلاوی در سی و سومین دوره جوایز اسکار رقم خورد. دایره نهم در بین ۵ نامزد دریافت جایزه اسکار بهترین فیلم بین‌المللی قرار گرفت و به نوعی جهانی شدن سینمای اسلوونی انجام گرفت.

## جشنواره کن

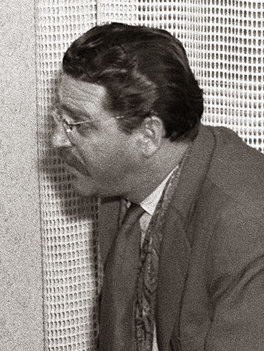
فرانس استیگلیچ در فیلم دره صلح (۱۹۵۶)

استیگلیچ با فیلم در سرزمین خودمان (۱۹۴۸) در بخش رقابتی جشنواره فیلم کن ۱۹۴۹ حاضر بود. فیلم دیگر او دره صلح در جشنواره فیلم کن ۱۹۵۷ حضور داشت و
جان کیتزمیلر بازیگر نقش اول این فیلم، جایزه بهترین بازیگر مرد جشنواره فیلم کن را دریافت کرد.

## گزیده فیلم‌شناسی
در سرزمین خودمان (۱۹۴۸)
دره صلح (۱۹۵۶)
دایره نهم (۱۹۶۰)
گریه نکن، پیتر (۱۹۶۴)
آماندوس (۱۹۶۶)